# 伊斯特拉 (莫斯科州)

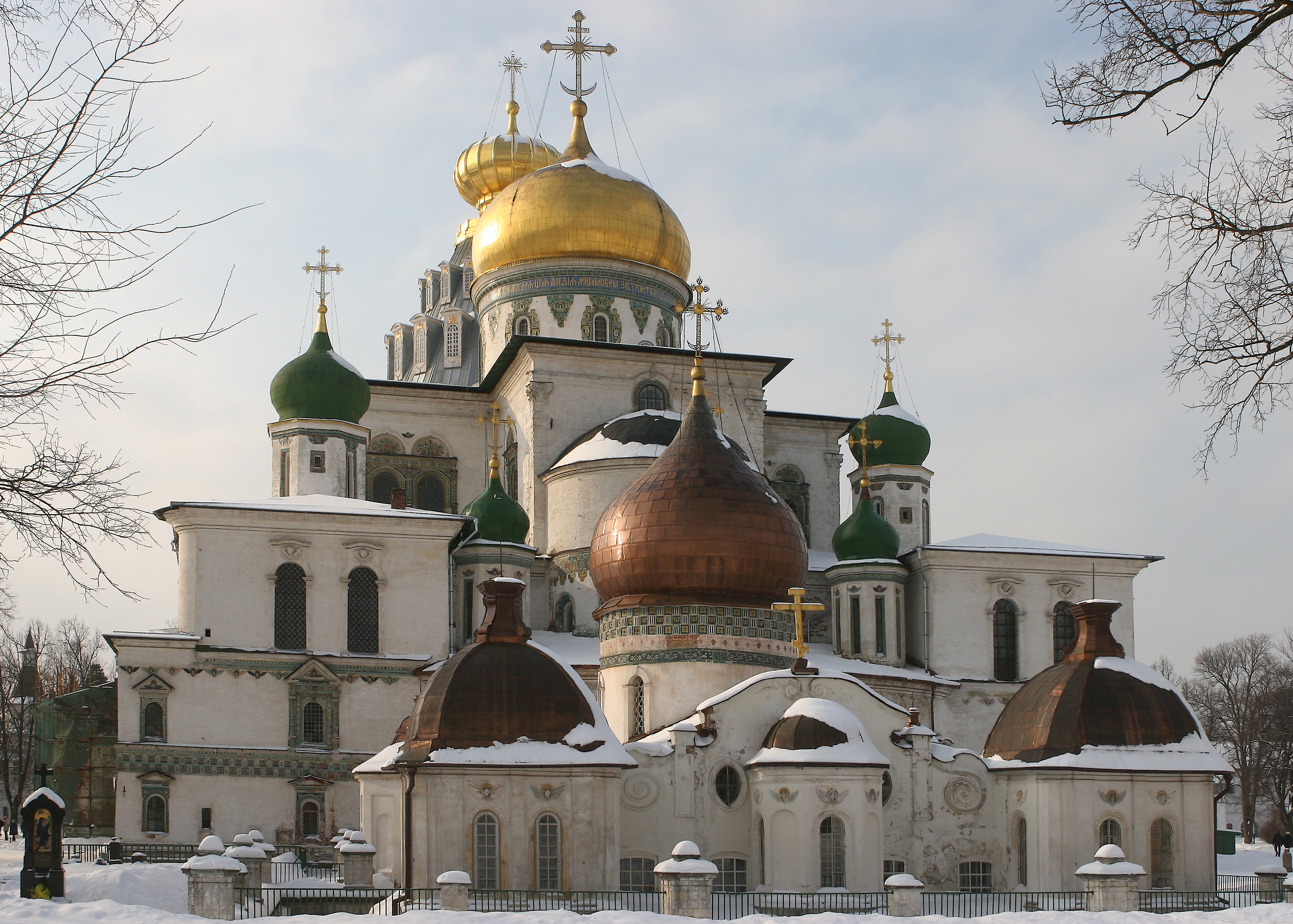

伊斯特拉（俄语：И́стра）是俄羅斯莫斯科州的一個城市，位於莫斯科以西約56公里處。2024年人口34,971人。
1781年建市，1930年前稱為。

## 姐妹城市
- 巴什科尔托斯坦共和国久爾秋利
- 保加利亚彼得里奇
- 白俄羅斯平斯克
- 捷克拉科夫尼克
- 德国巴德-奧爾布
- 波蘭Костяк